# مرغ بهشتی آبی
مرغ بهشتی آبی (نام علمی: Paradisaea rudolphi) نام یک گونه از سرده مرغ‌بهشتیان است.